# Tłoka
Tłoka (ukr. толока) – słowiański obyczaj pomocy sąsiedzkiej na wsi. Przetrwał do drugiej połowy XX wieku.
W razie konieczności wykonania pilnej pracy, która przerastała możliwości zainteresowanego, zapraszano do pomocy całą wieś. Pracę wykonywano nieodpłatnie. Tłoka rozpoczynała się od poczęstunku, często z muzyką i tańcami. Kończyła się również obfitym poczęstunkiem z jadłem i napojem.
Kościół zezwalał na tę pracę nawet w dni świąteczne.
Pojęcie „tłoka” występuje już w Krótkiej rozprawie... Mikołaja Reja z 1543 roku.

## Tłoka współcześnie
Współczesne znaczenie słowa tłoka odchodzi od pierwotnego. Zbliża się do wspólnej aktywności mieszkańców wsi nie w zakresie pracy, a wspólnej zabawy. 
Rolę tłoki, jako obyczaju pomocy sąsiedzkiej przejmuje współcześnie bank czasu. Jako forma samopomocy jest on bardziej popularny w miastach niż na wsiach choć i tam występuje. Nie ma też charakteru pomocy zbiorowej.